# Overland with Kit Carson
Overland with Kit Carson és un western serial estatunidenc de 1939 dirigit per Norman Deming i Sam Nelson i protagonitzada per Bill Ellott, Iris Meredith, Richard Fiske i Bobby Clack. Està format per 15 episodis.

## Argument
Quan Pegleg i els seus Black Raiders amenacen l'expansió cap a l'oest dels Estats Units, el govern envia Kit Carson i David Brent per arreglar les coses.

## Repartiment
- Bill Elliott com Kit Carson
- Iris Meredith com Carmelita González
- Richard Fiske com tinent David Brent
- Bobby Clack com Andy Gardner
- Trevor Bardette com Arthur Mitchell
- LeRoy Mason com John Baxter
- Olin Francis com Pierre
- James Craig com Tennessee
- Francis Sayles com Dr. Parker
- Kenneth MacDonald com Winchester
- Dick Curtis com Drake
- Richard Botiller com Natchez
- Hal Taliaferro com Jim Stewart
- John Tyrrell com Captain Gilbert
- Hank Bell com 'Broken-Hand' Fitzpatrick
- Art Mix com Bill Cooper
- Jack Rockwell com Red
- Martí Garralaga com coronel Martino (sense acreditar)

## Producció
Les escenes d' Overland amb Kit Carson es van utilitzar com a imatge d'arxiu per Blazing the Overland Trail.

## Títols dels capítols
1. Doomed Men
2. Condemned to Die
3. The Fight for Life
4. The Ride of Terror
5. The Path of Doom
6. Rendezvous with Death
7. The Killer-Stallion
8. The Devil's Nest
9. Blazing Peril
10. The Black Raiders
11. Foiled
12. The Warning
13. Terror in the Night
14. Crumbling Walls
15. Unmasked